# 糊精齿菌属
糊精齿菌属（学名：Dextrinodontia）是刺孢菌科下的一个属。

## 下属物种
本属包括以下物种：
- 软糊精齿菌 Dextrinodontia molliuscula Hjortstam & Ryvarden